# راسموس کوفود
راسموس کوفود (دانمارکی: Rasmus Kofoed؛ زادهٔ ۲۲ اوت ۱۹۷۴) رستوران‌دار و سرآشپز اهل دانمارک است که در سال ۲۰۱۱ برندهٔ جایزهٔ بوکوز طلایی شد. او پیش از آن موفق به کسب مدال برنز در سال ۲۰۰۵ و مدال نقره در سال ۲۰۰۷ در همین رقابت‌ها شده بود. رستوران او گرانیوم در شهر کپنهاگ یک رستوران سه‌ستاره است.